# Pseudoxyrhopus heterurus
Pseudoxyrhopus heterurus — вид змій родини Pseudoxyrhophiidae. Ендемік Мадагаскару.

## Поширення та екологія
Pseudoxyrhopus heterurus поширені на сході острова Мадагаскару. Вони живуть у вологих рівнинних тропічних лісах та в чагарникових заростях.